# Rauf Islamov
Rauf Islamov (* 1978) ist ein aserbaidschanischer Kamantschespieler.
Islamov studierte von 1994 bis 1998 am Asaf-Zeynalli-Musik-College und von 2001 bis 2005 am Nationalkonservatorium von Aserbaidschan bei Fəxrəddin Dadaşov und Adalat Vazirov. 1998 war er Laureat des aserbaidschanischen Mughamwettbewerbes. Seit diesem Jahr ist er auch Mitglied des Trios von Alim Qasimov. 1999 erhielt er den Musikpreis des International Music Council der UNESCO. Er nahm an Konzerttourneen des Silk Road Ensembles von Yo-Yo Ma teil und wirkte an dessen Album Silk Road Journeys: Beyond the Horizon mit. Seit 2006 leitet er die Kamantscheklasse am aserbaidschanischen Nationalkonservatorium.

## Diskographie
- Love’s Deep Ocean, 2000
- Silk Road Journeys: Beyond the Ocean, 2004
- Central Asian Series Vol. 6: Spiritual Music of Azerbaijan, 2007
- Music of Central Asia Vol 8: Rainbow, 2010